# Штрикер
Штрикер (нем. der Stricker) је био псеудоним немачког средњовековног писац прве половине 13. века.
O његовом животу се мало зна, али је познато да је стварао у раздобљу од око 20 година у Аустрији. Један је од многобројних немачких средњовековних песника, који је обрадио Песму о Ролану (нем. Rolandslied), у којој је нагомилавао и потенцирао чуда у намери да идеализовано прикаже живот франачког владара Карла Великог. Након витешког романа Данијел из цветне долине (нем. Daniel von dem blühenden Tal), окренуо се краткој реалистичној причи и стиху у народској лакрдији.

## Даље стваралаштво
Служећи се француским примером, Штрикер је народске лакрдије и кратке приче претварао у стиховни облик дворског песништва. Његове теме биле су приступачне и осталом грађанству и разбијале су идеал витешке искључивости. Он је у игри лукавства, глупости и лудости додавао морал и дао је детаљан приказ свакидашње стварности. Штрикер са пуно хумора показује мотиве из обичног живота: испосника коме је дозлогрдио пост, наивног сељака кога лопов вешто вара, судију кога је ђаво одвео. Иако теме нису биле високоморалне, опстале су у духу дворске пристојности обичаја и језика. Јунак је увек обешењак, који лукаво спроводи своју вољу. Мноштво комичних приказа може се видети у лакрдији Поп Амис (нем. Der Pfaffe Amîs), где се виде трагови полемичне сатире против Цркве, против свештенства и злоупотребе религије. Грађа која је коришћена приликом писања дела долазила је из народних прича са запада и истока и из многобројних немачких легенди.

## Поп Амис
Поп Амис је најпознатије Штрикерово дело, које говори о лукавству и лаковерности виших слојева. У делу се говори о преваранту и мародеру, који свог бискупа, краља Француске, повериоце и трговце обмањује са нестварним причама и годинама зарађује од својих лажи. Увидевши да га пут лоповлука не води никуда, Поп Амис одлучује да утеху и спас пронађе у вери и постаје побожни опат. У делу се недвосмислено критикује Црква и свештенство, које проповеда о моралном животу, а заправо воде порочнији живот од својих парохијана. Шаренило ликова и прича допринело је каснијем облику народне књиге о Тилу Ојленшпигелу.

## Штрикерова дела и преводи
- Karl Bartsch (Hrsg.): Karl der Große. Quedlinburg 1857 (Photomechanischer Nachdruck der Ausgabe 1857 mit einem Vorwort von Dieter Kartschoke, Berlin 1965).
- Otfrid Ehrismann (Hrsg.): Der Stricker, Erzählungen, Fabeln, Reden. Mittelhochdeutsch/Neuhochdeutsch (= Reclams Universal-Bibliothek; Band 18821). 2. überarbeitete Auflage. Reclam, Stuttgart 2011, ISBN 978-3-15-018821-7.
- Hanns Fischer (Hrsg.): Der Stricker. Verserzählungen. Band 1 (= Altdeutsche Textbibliothek; Band 534). 5. verb. Auflage besorgt von Johannes Janota. Tübingen 2000, ISBN 3-484-20071-5.
- Hanns Fischer (Hrsg.): Der Stricker. Verserzählungen. Band 2 (= Altdeutsche Textbibliothek; Band 68). 3. rev. Auflage besorgt von Johannes Janota. Tübingen 1984, ISBN 3-484-20168-1.
- Klaus Hofmann (Hrsg.): Strickers „Frauenehre”: Überlieferung, Textkritik, Edition, literaturgeschichtliche Einordnung. Elwert, Marburg 1976, ISBN 3-7708-0550-X (zugl. Marburg/Lahn, Univ., Diss., 1975).
- Kin’ichi Kamihara (Hrsg.): Des Strickers Pfaffe Amis (= Göppinger Arbeiten zur Germanistik. Band 233). Göppingen 1978, ISBN 3-87452-385-3.
- Der Pfaffe Amis von dem Stricker. Ein Schwankroman des 13. Jahrhunderts. Hrsg. und übersetzt von Helmut Henne. Kümmerle Verlag, Göppingen (= Göppinger Arbeiten zur Germanistik. Band 530), ISBN 3-87452-770-0.
- Hans Lambel (Hrsg.): Erzählungen und Schwänke (des Stricker). 2. Auflage. Leipzig 1883.
- Wolfgang Wilfried Moelleken (Hrsg.): Die Kleindichtung des Strickers. 5 Bände (= Göppinger Arbeiten zur Germanistik. Band 107). Göppingen 1973—1978, ISBN 3-87452-213-X.
- Michael Resler (Hrsg.): Daniel von dem blühenden Tal (= Altdeutsche Textbibliothek. Band 92). Tübingen 1983, ISBN 3-484-20192-4.
- Gustav Rosenhagen (Hrsg.): Kleinere mittelhochdeutsche Erzählungen, Fabeln und Lehrgedichte. III. Die Heidelberger Handschrift cod. pal. germ. 341 (= DTM 17). Berlin 1909 (Nachdr. Dublin/Zürich 1970) Online im Mittelhochdeutschen Textarchiv (mhgta).
- Michael Schilling (Hrsg.): Der Pfaffe Amis. Mittelhochdeutsch/Neuhochdeutsch. Nach der Heidelberger Handschrift cpg 341 übersetzt und kommentiert von Michael Schilling (= Reclams Universal-Bibliothek; Band 658). Reclam, Stuttgart 1994, ISBN 3-15-000658-9.
- Stefanie Weber (Hrsg.): Strickers Karl der Große. Analyse der Überlieferungsgeschichte und Edition des Textes auf Grundlage von C (= Schriftenreihe Schriften zur Mediävistik; Band 18). Hamburg 2010, ISBN 978-3-8300-5245-6.